# Play More
Play More is een merk van de Vlaamse kabelverdeler Telenet dat bestaat uit een bundel van drie betaalzenders waarmee voornamelijk films en series worden uitgezonden, aangevuld met vijftien themazenders, terugkijk-TV voor bijna alle aangeboden tv-zenders en een catalogus met heel recente films, alle Home Box Office-series en een selectie series van concurrerende platformen als Starz, Audience of Showtime.
Voor 13 december 2016 werd het pakket met een loutere focus op de filmkanalen onder de naam PRIME aangeboden. Voor de overname van Telenet was dit Canal+ en daarvoor FilmNet.
Play More is een uitgebreide versie van Streamz (voorheen Play) en Streamz+ dat de rechtstreekse concurrentie aangaat met Amazon Prime, Netflix en Disney+.
Eind 2019 hadden Play en Play More meer dan 431.000 betalende abonnees.

## Geschiedenis

### FilmNet
FilmNet bestond van 1985 tot 1997 in zowel België als Nederland. In 1997 werd FilmNet overgenomen door het Franse Canal+.

### Canal+
Canal+ (Canal Plus) bestond van 1997 tot 2 september 2005 in Vlaanderen en bestond zowel uit film als sport kanalen. In 2003 werden de activiteiten van Canal Plus overgenomen door Telenet. Het duurde erachter nog tot september 2005 eer Telenet de zenders vernieuwde.

### PRIME
PRIME werd op 3 september 2005 gelanceerd als de opvolger van Canal+ en bestond oorspronkelijk uit zes film- en twee sportkanalen. De zenders werden samen met de digitale en interactieve televisie van Telenet gelanceerd. Tegelijk was PRIME nog een tijdlang analoog te ontvangen, vooral in het gebied waar niet Telenet maar Interkabel eigenaar was. In 2008 werden de prime zenders toegevoegd bij INDI, het digitale aanbod van Interkabel en stopte het met concurrent Kinepolis TV. Later dat jaar werd Interkabel overgenomen door Telenet.

### Rex en Rio
In aanloop naar de nakende concurrentie van Netflix, vereenvoudigt Telenet vanaf 23 september 2013 zijn betalend zenderaanbod met Rex en Rio. De twee nieuwe zenderpakketten bundelen films en series op aanvraag met zenders. Terwijl Rex zich richt op Vlaamse content, bevat Rio ook de recentste en internationale films en series wat overeenkomt met het duurdere Prime-pakket. De prijs voor het ‘basispakket’ Rex werd ook verlaagd in lijn met de tarieven van Netflix.

### Play More
Play en Play More werden niet veel later gelanceerd in 2014 ter vervanging van Rex en Rio. Play More bestond initieel uit zes filmkanalen. Op 13 december 2016 vernieuwde Telenet de zender met een nieuwe naam en logo.
Op 1 januari 2019 werd, onder invloed van het enorme succes van het aanbod op aanvraag (VOD), het aantal Play zenders teruggebracht van zes naar vier: Play More Cinema, Play More Kicks, Play More Black en Play More Relax. De laatst genoemde werd op 1 juni 2020 stopgezet.
In 2021 heeft Telenet ook haar reguliere kanalen de aanduiding Play gegeven, waarmee uniformiteit is geïntroduceerd. Play4, Play5, Play6 en Play7 zijn de namen van de voormalige zenders Vier, Vijf en Zes. Play7 werd op 2 april 2021 gelanceerd.

### Streamz
Op 14 september 2020 ging het gezamenlijke on-demand-videoplatform van Telenet en DPG Media, Streamz, van start. De streamingdienst moet het Vlaamse antwoord zijn op Netflix en Disney+. De bedrijven richtten daarvoor een joint venture op. Hierbij verdween Play en werd dit hervormd naar Streamz. Streamz bevat zowel lokale en internationale programma's. Met het platform willen ze ook inspelen op dat veranderende kijkgedrag met een dalend belang van lineaire televisie. Door de krachten te bundelen zijn ze ervan overtuigd sterker te staan. De samenwerking tussen Telenet en DPG Media zorgt dat ze niet van nul moeten starten: Telenet brengt 431.300 abonnees aan via Play en Play More.
De themazenders die eerder beschikbaar waren via Play zullen vanaf 13 oktober 2020 enkel nog te bekijken zijn via Play More, wel behouden mensen die via Telenet op Streamz geabonneerd zijn het terugkijken tot 7 dagen op populaire zenders. Play More bevat dan weer de plusversie van Streamz, Streamz+, het terugkijken tot 7 dagen op populaire zenders, de themazenders, de Play More-filmzenders en toegang tot extra films. Telenet-klanten kunnen een apart abonnement nemen op Streamz+ waarbij ook het het terugkijken tot 7 dagen op populaire zenders bijzit.

## Producties
Vanaf 2015 begon Telenet met series die ze in opdracht laten maken. De meeste series worden eerst op Play (More) gezet en daarna uitgezonden op tv (VIER, VIJF, Eén, Q2). Hier zijn echter uitzonderingen in, bijvoorbeeld: wtFOCK wordt eerst online getoond op de website van de serie en daarna pas op Play (More) en VIJF (enkel de afleveringen), D5R wordt sinds seizoen 6 alleen nog maar uitgezonden op Telenet Play (More) en dus niet op tv of andere kanalen.
Telenet steunt ook vele Vlaamse films, waaronder alle F.C. De Kampioenen-films, Patser, Black en Yummy. Deze films zijn hieronder in de tabel niet opgenomen aangezien Telenet sponsor is van de films.
Naast dit aanbod biedt Telenet in Play en Play More nog tal van series aan van andere productiehuizen waaronder VRT, FOX, Discovery, TLC, ABC Studios en HBO.

## Play More aanbod van film- & seriezenders en themakanalen

### Huidige Play More-zenders
Play More biedt de abonnees bovenop het aanbod van Steamz+ 11 themazenders, 2 licht-erotische kanalen, 32 Stringray-muziekkanalen en drie film- en seriezenders met elk hun eigen thema.
De film-zenders die worden uitgezonden in hd:
- Play More Cinema
  - Gelanceerd als Prime One in 2005 na overname Canal+. In 2008 hernoemd naar Prime Star. In 2016 hernoemd naar Play More Cinema. Elke dag om 21 uur een tv-première en elke zaterdag een blockbuster en elke woensdagmiddag een kinderfilm. Sinds 1 januari 2019 maken series deel uit van de programmering na het opdoeken van Play More Series.
- Play More Kicks:
  - Gelanceerd als Prime Action in 2005 na overname Canal+. In 2016 hernoemd naar Play More Kicks. Focus op films met spanning, actie, horror, fantasy.
- Play More Black
  - Gelanceerd op 13 december 2016. Bestaat uit horrorfilms en in de late uurtjes een vleugje erotiek. Sinds 1 januari 2019 zend de zender uit vanaf 19 uur i.p.v. 21 uur.

De dertien bijkomende tv-themakanalen zijn: Crime & Investigation, Investigation Discovery, Discovery Science, National Geographic Wild, E! Entertainment, Cartoonito, Nick Toons, Nick Music, VH1, MTV Live, Mezzo, Playboy TV en Penthouse Passion.
De 32 Stringray Music-kanalen zijn: Classical Greats, Classical Calm, Classical Orchestral, Belpop, Chansons, solk, Ultimate Urban, Bass Breaks & Beats, Groove, Drive, All Day Party, World Carnival, Indie Classics, Rock’n Roll, Classic Rock, Strictly 60's - 80's - 90's, R'n'B & Soul, Hip Hop, Cool Jazz, Blues, Hot Country, Cocktail Lounge, Revival, Schlager, Türk Müzgi, Total Hits (France, Italy, Nordic, Spain en Germany).

### Voormalige Play More- & Prime-filmzenders
- Play More Relax
  - Gelanceerd als Prime Family, hernoemd in 2016 naar Play More Relax. Focus op komedie, tekenfilms en jeugdfilm. Play More Select content werd toegevoegd op 1 januari 2019. De zender werd opgedoekt op 1 juni 2020.
- Play More Select
  - Gelanceerd als Prime Fezztival. In 2016 hernoemd naar Play More Select. Focus op alternatieve wereldfilms, ver weg van Hollywood. De zender is opgegaan in Play More Relax op 1 januari 2019.
- Play More Series
  - Gelanceerd als Prime Movies in 2005 na overname Canal+. Korte tijd tot 2008 hernoemd naar Prime Movies and Series. In 2008 hernoemd naar Prime Series. In 2016 hernoemd naar Play More Series.
- Prime Star +1
  - Dezelfde content als Prime Star, maar een uur later uitgezonden. Op 27 maart 2015 werd de zender opgedoekt.
- Prime Action +1
  - Dezelfde content als Prime Action, maar een uur later uitgezonden. In 2008 werd de zender opgedoekt, in de plaats kwam Prime Family.